# مال‌تپه (قزوین)
مال تپه مربوط به دوران‌های تاریخی پس از اسلام است و در شهرستان قزوین، بخش کوهین، روستای کیخنان واقع شده و این اثر در تاریخ ۱۷ اسفند ۱۳۸۱ با شمارهٔ ثبت ۷۸۶۸ به‌عنوان یکی از آثار ملی ایران به ثبت رسیده است.